# Tedeschi della Bessarabia

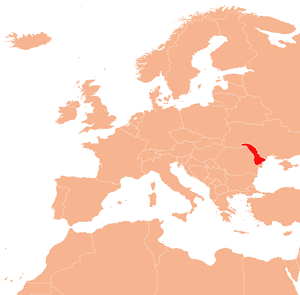
La Bessarabia in Europa

I tedeschi della Bessarabia, che appartengono al gruppo tedeschi del Mar Nero, sono un gruppo etnico tedesco che visse in Bessarabia dal 1814 al 1940.

## Storia
Circa 9.000 persone migrarono dal 1814 al 1842 dal sudovest della Germania, e più precisamente dal Baden, dal Württemberg, dall'Alsazia e dalla Baviera, così come anche dai territori che appartenevano alla Prussia (oggi divisa tra Polonia e Russia), nella gubernija della Bessarabia. La Bessarabia, suddivisa tra la Moldavia e l'Ucraina, nel successivo alla Grande Guerra fece parte della Grande Romania.
Nella loro storia lunga 125 anni i tedeschi della Bessarabia erano una popolazione rurale. Fino al loro reinsediamento nel Reich tedesco, avvenuto a seguito del Patto Molotov-Ribbentrop, nel 1940 assommavano a circa 93.000 persone, che costituivano il 3% della popolazione.

## Gli insediamenti principali
| Il numero dell'insediamento | il nome tedesco dell'insediamento | fondazione |
| --------------------------- | --------------------------------- | ---------- |
| Nr.1                        | Borodino                          | 1814       |
| Nr.2                        | Krasna                            | 1814       |
| Nr.3                        | Tarutino                          | 1814       |
| Nr.4                        | Klöstitz                          | 1815       |
| Nr.5                        | Kulm                              | 1815       |
| Nr.6                        | Wittenberg                        | 1815       |
| Nr.7                        | Beresina                          | 1815       |
| Nr.8                        | Leipzig                           | 1815       |
| Nr.9                        | Alt-Elft                          | 1816       |
| Nr.10                       | Paris                             | 1816       |
| Nr.11                       | Arzis                             | 1816       |
| Nr.12                       | Brienne                           | 1816       |
| Nr.13                       | Teplitz                           | 1817       |
| Nr.14                       | Katzbach                          | 1821       |
| Nr.15                       | Sarata                            | 1822       |
| Nr.16                       | Alt-Posttal                       | 1823       |
| Nr.17                       | Neu-Arzis                         | 1824       |
| Nr.18                       | Neu-Elft                          | 1825       |
| Nr.19                       | Gnadental                         | 1830       |
| Nr.20                       | Lichtental                        | 1834       |
| Nr.21                       | Dennewitz                         | 1834       |
| Nr.22                       | Friedenstal                       | 1834       |
| Nr.23                       | Plotzk                            | 1839       |
| Nr.24                       | Hoffnungstal                      | 1842       |